# Vicente Talens
Vicente Talens Inglá ( Llauri)Valencia, 1892 - ib. 1940), fue un modelo y político español, que durante la Guerra Civil fue Gobernador civil de Almería.

## Trayectoria
Antes de la proclamación de la Segunda República, hubo de vivir un tiempo exiliado en París, donde trabajaba como modelo de desnudos para los pintores de la ciudad. En 1931 regresó a España, ya entonces miembro del Partido Comunista de Francia. Durante la Guerra Civil, fue nombrado gobernador civil de la provincia de Almería en un breve periodo de tiempo entre 1937 y 1938. Fue destituido y se trasladó a Valencia, al ser considerado débil por sus compañeros del Frente Popular que valoraban como muy tibias sus resoluciones frente a los quintacolumnistas de Almería. En Valencia estuvo sin destino, hasta que fue preso de las tropas franquistas en 1939, encarcelado en la prisión Modelo, juzgado en un proceso sumarísimo de urgencia y condenado a muerte, siendo ejecutado un año más tarde, a pesar de que en su expediente judicial constaban testimonios de favor de miembros de la derecha política almeriense si bien en el procedimiento de años antes 1775, sumarísimo 7 de Valencia llevado a cabo por la República tras denuncia del PSOE, Talens miembro del SIM de Loreto Apellániz, aparece muy relacionado con las torturas del SIM y diferentes miembros los sitúan tanto en la checa de Santa Úrsula, junto a las Torres de Quart, como en la de Villa-Rosa, en Benimaclet, a las afueras de la Valencia de entonces. Antonio Ramírez Navarro, docente de la Universidad de Almería, es su biógrafo.